# Aire métropolitaine de Jakarta

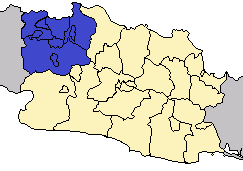
Carte du Jabodetabek

Jabodetabek, auparavant Jabotabek, est le nom donné à la conurbation centrée sur Jakarta, la capitale de l'Indonésie. Sa population était estimée à 23,6 millions en 2005, ce qui la range parmi les 10 plus grandes dans le monde.
Le nom de la conurbation est un acronyme formé des premières syllabes des noms de Jakarta, Bogor, Depok, Tangerang et Bekasi.

## Démographie
La population du Jabodetabek se répartit comme suit :
- Territoire de Jakarta : 8,7 millions
- Kota (municipalités) de Bogor, Depok, Tangerang et Bekasi : : 5,6 millions
- Kabupaten (départements) de Bogor, Tangerang et Bekasi : 9,1 millions.

| Subdivision administrative | Superficie (km²) | Population (2005) | Densité (/km²) |
| -------------------------- | ---------------- | ----------------- | -------------- |
| Jakarta                    | 664              | 8 699 600         | 13 100         |
| Ville de Bogor             | 22               | 844 800           | 38 399         |
| Ville de Depok             | 200              | 1 373 900         | 6 870          |
| Ville de Tangerang         | 184              | 1 488 700         | 8 090          |
| Ville de Bekasi            | 210              | 1 994 900         | 9 500          |
| Kabupaten de Bogor         | 3 441            | 4 101 000         | 1 192          |
| Kabupaten de Tangerang     | 1 110            | 3 194 300         | 2 880          |
| Kabupaten de Bekasi        | 1 484            | 1 953 400         | 1 316          |
| Conurbation                | 7 315            | 23 650 400        | 3 233          |

 Source: BPS 
Le gouvernement indonésien estime que la population du Jabodetabek atteindra 32 millions en 2016, dont 12 millions pour Jakarta. Le recensement de 2010 a donné un chiffre de 28 019 545 habitants et les projections récentes donnent une évolution allant jusqu'à 35 millions à horizon 2035. Face à la pression démographique, et le risque permanent d'inondation devant la difficulté d'endiguer les treize rivières qui irriguent la métropole, le nouveau gouvernement de Joko Widodo envisage de déménager la capitale du pays dans l'île de Bornéo.